# A'Lelia Bundles
A'Lelia Perry Bundles (Chicago, 7 giugno 1952) è una scrittrice e giornalista statunitense.

## Biografia
Pronipote di A'Lelia Walker (figlia di Madam C. J. Walker), A'Lelia Bundles è cresciuta a Indianapolis e ha concluso gli studi nel 1976 alla Columbia University Graduate School of Journalism. Dopo essere stata giornalista e produttrice per ABC News e NBC News, ha pubblicato il libro On Her Own Ground: The Life and Times of Madam C. J. Walker, elogiato dal New York Times, grazie al quale ha ricevuto un American Book Award, un Black Caucus of the American Library Association Honor Book e un Letitia Woods Brown Book Prize. Dal libro è stato tratta una miniserie televisiva per Netflix, Self-made: la vita di Madam C.J. Walker, nel quale la Walker è interpretata da Octavia Spencer. La Bundles ha inoltre ricevuto una laurea honoris causa nel 2003 da parte dell'Università dell'Indiana.

## Opere
- (EN) On Her Own Ground: The Life and Times of Madam C. J. Walker, Scribner, 2002, ISBN 9780743431729.
- (EN) Madam C. J. Walker: Entrepreneur, Cavendish Square, ISBN 9781502645425.
- (EN) Madam Walker Theatre Center: An Indianapolis Treasure, Arcadia Publishing, 2015, ISBN 9781467110877.

## Filmografia

### Soggetto
- Self-made: la vita di Madam C.J. Walker (Self Made: Inspired by the Life of Madam C.J. Walker ) – miniserie TV, 4 episodi (2020)